# Gap Hockey Club
Die Rapaces de Gap (offiziell Gap Hockey Club) sind eine französische Eishockeymannschaft aus Gap, die seit 2009 an der Ligue Magnus teilnimmt. Der Gap HC wurde 1937 gegründet.

## Geschichte
Der im Jahr 1937 gegründete Verein startete acht Jahre später in der zweithöchsten Ligastufe in den Meisterschaftsbetrieb. In den Folgejahren nahm der Club an der Meisterschaft der zweithöchsten französischen Spielklasse teil, zur Saison 1962/63 gelang erstmals der Sprung in die Ligue Magnus. Seine erfolgreichste Zeit erlebte der Verein Ende der 1970er Jahre, als 1977 und 1978 die französische Meisterschaft errungen wurde.
Weiters nahm der Verein in den Spielzeiten 1977/78 und 1978/79 am Europapokal teil. Bei beiden Teilnahmen schied die Mannschaft in der ersten Runde aus dem Wettbewerb aus, gegen den Kölner EC und den HC Bozen blieb das Team chancenlos und unterlag im Rückspiel jeweils mit zweistelligen Resultaten.
Nach mehreren Auf- und Abstiegen gewann der Verein 1996 erstmals die Meisterschaft in der Division 1, der zweithöchsten Spielklasse im französischen Eishockey. Dieser Erfolg wurde in der Saison 2008/09 wiederholt, womit das Team wieder in die Ligue Magnus aufstieg. Im Folgejahr wurde der Einzug in die Playoffs sichergestellt, in zwei Partien unterlag der Verein gegen den HC Morzine-Avoriaz und scheiterte in der ersten Runde.

## Meistermannschaft 2014/15
| Torhüter     | Aurélien Bertrand, Charles Lavigne |
| Verteidigung | Jeremy Baridon, Brett Bartman, Loic Chapelier, Alexandre Cornaire, Dominik Kramar, Chad Langlais, Ryan Ruikka, Teddy Trabichet, Matt Wahl                                                       |
| Stürmer      | Nicolas Arrossamena, Kévin Da Costa, Matthieu Frecon, Boštjan Goličič, Nicholas Pard, Michaël Pérez, Karel Richter, Nicolas Ritz, Sébastien Rohat, Paul Schmitt, Radim Valchar, Roman Vondráček |
| Trainer      | Luciano Basile, Eric Blais |

## Erfolge
- Französischer Meister 1977, 1978, 2015, 2017
- Coupe de la Ligue 2016
- Meister in der Division 1 1996, 2009

## Ehemalige Spieler
- Peter Almásy
- Alain Daigle
- Patrick Daley
- Christian Pouget
- Larry Huras